# União Monetária Escandinava
A União Monetária Escandinava (em sueco: Skandinaviska myntunionen, em dinamarquês: Skandinaviske møntunion, em norueguês: Skandinaviske myntunion) foi uma união monetária formada pela Suécia e Dinamarca em 5 de maio de 1873 através da fixação de suas moedas sobre a cotação do ouro para cada uma. A Noruega, que estava unida à Suécia, porém com total autonomia interna, entrou na união dois anos depois, em 1875, pelo tabelamento de sua moeda corrente com o ouro no mesmo nível da Dinamarca e da Suécia: 2,48 kroner/kronor por grama de ouro, ou aproximadamente 0,403 grama por coroa (krone/krona). Uma coroa igualmente valorizada da união monetária substituiu as três moedas na seguinte proporção: uma coroa = ½ rigsdaler dinamarquês = ¼ speciedaler norueguês = 1 riksdaler sueco. A união monetária foi um dos poucos resultados tangíveis do movimento político escandinavo do século XIX.